# Polskie Dokumenty Dyplomatyczne
Polskie Dokumenty Dyplomatyczne (PDD) – seria ukazująca się od 2005 roku w której są publikowane dokumenty źródłowe dotyczące historii polskiej polityki zagranicznej w latach 1918–1989. Wydawcą jest Polski Instytut Spraw Międzynarodowych. Redaktorem naczelnym serii jest Piotr Długołęcki.
W ramach serii publikowane są dokumenty z okresu II Rzeczypospolitej i Polskiej Rzeczypospolitej Ludowej. Dokumenty władze RP na emigracji są publikowane jedynie do 5 lipca 1945 roku. Publikowane są źródła wytworzone przez Ministerstwo Spraw Zagranicznych i najważniejsze dokumenty, które powstały w Radzie Ministrów, akta partyjne (KC PZPR), korespondencja z ministerstwami itd. Każdy z tomów z reguły obejmuje jeden rok kalendarzowy. Tom składa się ze wstępu, edycji dokumentów oraz indeksu osobowego i rzeczowego.
Redakcja:
- Redaktor naczelny: prof. Włodzimierz Borodziej (2002-2021); dr Sławomir Dębski (2021-2024); Piotr Długołęcki[2] (od 14.05.2024)
- Członkowie (2024): Jan Jacek Bruski, Jan Stanisław Ciechanowski, Sławomir Dębski, Małgorzata Gmurczyk-Wrońska, Magdalena Hułas, Dariusz Jeziorny, Marek Kornat, Maciej Koźmiński, Andrzej Kunert, Paweł Machcewicz, Piotr M. Majewski, Andrzej Paczkowski, Adam Daniel Rotfeld, Krzysztof Ruchniewicz, Małgorzata Ruchniewicz, Ryszard Stemplowski, Jacek Tebinka, Mariusz Wołos, Stanisław Żerko
- Byli członkowie: Juliusz Bardach, Jerzy Borejsza, Stanisław Bylina, Andrzej Garlicki, Bogdan Grzeloński, Jerzy Kłoczowski, Aleksander Kochański, Jan Kopiec, Zbigniew Landau, Piotr Łossowski, Andrzej Mania, Waldemar Michowicz, Wojciech Rojek, Jerzy Tomaszewski, Wojciech Wrzesiński, Piotr Wandycz, Adam Zamoyski

## Wydane tomy
Do 2024 r. ukazały się:
1. Polskie dokumenty dyplomatyczne 1972, red. Włodzimierz Borodziej, współpr. Piotr Długołęcki, 2005.
2. Polskie dokumenty dyplomatyczne 1939 styczeń – sierpień, red. Stanisław Żerko, współpr. Piotr Długołęcki, 2005.
3. Polskie dokumenty dyplomatyczne 1957, red. Krzysztof Ruchniewicz, Tadeusz Szumowski, współpr. Piotr Długołęcki, 2006.
4. Polskie dokumenty dyplomatyczne 1973, red. Piotr M. Majewski, wstęp Piotr M. Majewski, 2006.
5. Polskie dokumenty dyplomatyczne 1938, red. Marek Kornat, współpr. Piotr Długołęcki, Maria Konopka-Wichrowska, Marta Przyłuska, 2007.
6. Polskie dokumenty dyplomatyczne 1939 wrzesień – grudzień, red. Wojciech Rojek, współpr. Piotr Długołęcki, Maria Konopka-Wichrowska, Marta Przyłuska, 2007.
7. Polskie dokumenty dyplomatyczne 1974, red. Aleksander Kochański, Mikołaj Morzycki-Markowski, 2007.
8. Polskie dokumenty dyplomatyczne 1918: listopad-grudzień, red. Sławomir Dębski, współpr. Piotr Długołęcki, 2008.
9. Polskie dokumenty dyplomatyczne 1931, red. Mariusz Wołos, 2008.
10. Polskie dokumenty dyplomatyczne 1976, red. Piotr Długołęcki, 2008.
11. Polskie dokumenty dyplomatyczne 1977, red. Piotr M. Majewski, współpr. Piotr Długołęcki, 2009.
12. Polskie dokumenty dyplomatyczne 1940, red. Magdalena Hułas, 2010.
13. Polskie dokumenty dyplomatyczne 1975, red. Paweł Machcewicz; współpr. Piotr Długołęcki, 2010.
14. Polskie dokumenty dyplomatyczne 1958, red. Dariusz Jarosz, Maria Pasztor, 2011.
15. Polskie dokumenty dyplomatyczne 1932, red. Krzysztof Kania, 2011.
16. Polskie dokumenty dyplomatyczne 1936, red. Stanisław Żerko, współpr. Piotr Długołęcki, 2011.
17. Polskie dokumenty dyplomatyczne 1959, red. Piotr Długołęcki, 2011.
18. Polskie dokumenty dyplomatyczne 1937, red. Jan Stanisław Ciechanowski, współpr. Piotr Długołęcki, 2012.
19. Polskie dokumenty dyplomatyczne 1941, red. Jacek Tebinka, 2013.
20. Polskie dokumenty dyplomatyczne 1934, red. Stanisław Żerko, współpr. Piotr Długołęcki, 2014.
21. Polskie dokumenty dyplomatyczne 1979, red. Piotr Długołęcki, Jerzy Kochanowski, 2014.
22. Polskie dokumenty dyplomatyczne 1933, red. Wojciech Skóra, współpr. Piotr Długołęcki, 2015.
23. Polskie dokumenty dyplomatyczne 1919 styczeń-maj, redaktor Sławomir Dębski, 2016.
24. Polskie dokumenty dyplomatyczne 1935, red. Stanisław Żerko, współpr. Piotr Długołęcki, 2017.
25. Polskie dokumenty dyplomatyczne 1980 styczeń-czerwiec, Piotr Długołęcki, 2018.
26. Polskie dokumenty dyplomatyczne 1919 czerwiec-grudzień, redaktor Sławomir Dębski, 2019.
27. Polskie dokumenty dyplomatyczne 1980 lipiec-grudzień, Piotr Długołęcki, 2020.
28. Polskie dokumenty dyplomatyczne 1981 styczeń-czerwiec, Piotr Długołęcki, 2021.
29. Polskie dokumenty dyplomatyczne 1981 lipiec-grudzień, Piotr Długołęcki, 2022.
30. Polskie dokumenty dyplomatyczne 1942, red. Magdalena Hułas, współpr. Piotr Długołęcki, 2023.
31. Polskie dokumenty dyplomatyczne 1943, red. Jacek Tebinka, współpr. Piotr Długołęcki, 2024.